# Вощерович, Яцек
Мариан Яцек Вощерович (пол. Marian Jacek Woszczerowicz; 11 сентября 1904 — 19 октября 1970) — польский актёр театра, кино, радио и телевидения, также театральный режиссёр и педагог.

## Биография
Яцек Вощерович родился в Седльце. Он сначала учился на юриста в университете, зато актёрское образование он получил на актёрских курсах. Дебютировал в театре в 1925 году в Вильнюсе. В 1927 году сдал актёрский экзамен, а затем был актёром театров в разных городах (Познань, Плоцк, Лодзь, Варшава (театр «Атенеум»), Львов, Гродно, Белосток, Люблин, Катовице, Краков). Преподаватель Государственной высшей театральной школы в Варшаве (теперь Театральная академия им. А. Зельверовича). Выступал в спектаклях «театра телевидения» в 1956—1969 годах и во многих радиопередачах «Польского радио». Умер  в Варшаве, похоронен на кладбище Воинское Повонзки.
Его первая жена — актриса Люба Фишер, вторая жена — актриса Халина Коссобудзкая.

## Избранная фильмография
- 1936 — Его большая любовь / Jego wielka miłość - драматург
- 1937 — Знахарь / Znachor - Джемиол
- 1938 — Профессор Вильчур / Profesor Wilczur - Джемиол
- 1938 — Страхи / Strachy - Сробощ
- 1938 — Рена / Rena (Sprawa 777) - Рышард Гарда
- 1939 — Ложь Кристины / Kłamstwo Krystyny - Кразек
- 1939 — Завещание профессора Вильчура / Testament profesora Wilczura - Джемиол
- 1946 — Два часа / Dwie godziny - Леон
- 1953 — Солдат Победы / Żołnierz Zwycięstwa - Ленин
- 1957 — Месть / Zemsta - Рейент Мильчек
- 1969 — Как добыть деньги, женщину и славу / Jak zdobyć pieniądze, kobietę i sławę - Зыгмунт Васяк

## Признание
- Кавалерский крест Ордена Возрождения Польши (1952).
- Медаль «10-летие Народной Польши» (1954).
- Государственная премия ПНР 2-й степени (1955).
- Орден «Знамя Труда» 1-й степени (1959).
- Государственная премия ПНР 1-й степени (1966).
- Нагрудный знак 1000-летия польского государства (1967).
- Серебряный Крест Заслуги.
- Золотой Крест Заслуги.